# Барнард (Міссурі)
Барнард (англ. Barnard) — місто (англ. city) в США, в окрузі Нодавей штату Міссурі. Населення — 201 особа (2020).

## Географія
Барнард розташований за координатами 40°10′31″ пн. ш. 94°49′23″ зх. д. / 40.17528° пн. ш. 94.82306° зх. д. (40.175282, -94.822969).  За даними Бюро перепису населення США в 2010 році місто мало площу 0,39 км², уся площа — суходіл.

## Демографія
Згідно з переписом 2010 року, у місті мешкала 221 особа в 93 домогосподарствах у складі 59 родин. Густота населення становила 565 осіб/км².  Було 107 помешкань (274/км²).
Расовий склад населення:
| - 99,5 % — білих - 0,5 % — чорних або афроамериканців |

До двох чи більше рас належало 0,0 %. Частка іспаномовних становила 1,4 % від усіх жителів.
За віковим діапазоном населення розподілялося таким чином: 24,9 % — особи молодші 18 років, 54,7 % — особи у віці 18—64 років, 20,4 % — особи у віці 65 років та старші. Медіана віку мешканця становила 39,9 року. На 100 осіб жіночої статі у місті припадало 106,5 чоловіків;  на 100 жінок у віці від 18 років та старших — 95,3 чоловіків також старших 18 років.
Середній дохід на одне домашнє господарство  становив 49 741 долар США (медіана — 43 250), а середній дохід на одну сім'ю — 55 477 доларів (медіана — 49 583). Медіана доходів становила 44 750 доларів для чоловіків та 24 000 доларів для жінок. За межею бідності перебувало 15,7 % осіб, у тому числі 22,4 % дітей у віці до 18 років та 17,2 % осіб у віці 65 років та старших.
Цивільне працевлаштоване населення становило 141 осіб. Основні галузі зайнятості: виробництво — 27,7 %, освіта, охорона здоров'я та соціальна допомога — 15,6 %, роздрібна торгівля — 14,9 %.